# Karl-Andreas Kolly
Karl-Andreas Kolly (* 26. Mai 1965 in Chur, heimatberechtigt in St. Silvester) ist ein Schweizer Pianist.

## Biografie

### Familie
Karl-Andreas Kolly wurde in Chur geboren, seine familiären Wurzeln liegen im Kanton Freiburg, seine Eltern sind beide Sensler. Sein Vater Karl Kolly stammt von Giffers und seine Mutter Maria Gobet von Schmitten FR. 
Karl-Andreas Kolly wuchs in Baden auf und lebt heute in Winterthur.

### Wirken
Kolly studierte bei Hans Schicker an der Musikakademie Zürich und in der Meisterklasse von Karl Engel in Bern. Er erhielt 1991 den Eduard-Tschumi-Preis für das beste Solistendiplom des Jahres. Meisterkurse absolvierte er bei Mieczysław Horszowski in Luzern. Er nahm an verschiedenen Wettbewerben teil.
Zahlreiche Konzerte führten ihn als Solist und Kammermusiker zu Konzerten in ganz Europa, nach Japan, Korea, China, Australien, in die USA und an diverse Festivals. Solistisch trat Karl-Andreas Kolly u. a. mit dem Tonhalle-Orchester Zürich, dem Basler Sinfonieorchester und dem Berner Sinfonieorchester, dem Slowakischen Radio-Sinfonieorchester und dem Orquestra Sinfonica de Barcelona auf. Besonders häufig arbeitet er mit dem Zürcher Kammerorchester und dem Musikkollegium Winterthur zusammen.
Kollys breites Repertoire ist auf über 90 CDs dokumentiert, darunter ein Mendelssohn-Programm (mit D. Ashkenazy), Werke von Alexander Nikolajewitsch Skrjabin (mit dem Basler Sinfonie-Orchester unter Armin Jordan), Raritäten wie die Klavierkonzerte von Ferruccio Busoni, Glasunow, d’Albert und Franz Schmidt, aber auch zahlreiche Solowerke von Chopin (sämtliche Etüden, Balladen, Polonaisen und Nocturnes), Schumann, Liszt und Bach (Goldberg-Variationen, Wohltemperiertes Klavier I+II, Suiten und Partiten).
Mit dem «Trio Novanta» spielte er ausserdem sämtliche Klaviertrios von Brahms und Franck ein.
Kolly ist Professor an der Zürcher Hochschule der Künste und Gastdozent in Japan und Südamerika.